# Poozitunga
Poozitunga fue un grupo de música formado a finales de los 70, cuando tres estudiantes del entonces Liceo 14 de la Cisterna (hoy Juan Gómez Millas) formaron un trío parecido al modelo Grand Funk, donde la voz de su vocalista sería el centro de la atracción, dejando el virtuosismo para la guitarra y la batería. En sus inicios, la formación de Poozitunga incluyó a Eduardo Olivares en la guitarra, Alejandro Martín en la batería y Danilo "Gato" Sánchez en el bajo y voz.

## Historia
Sin saber que estaban incurriendo en una estrategia de mercadotecnia, la banda comenzó a recorrer sectores muy populares en el sector sur de Santiago de Chile. La piscina Las Albercas, un lugar impensado para hacerse de un público incondicional, encontró en Poozitunga una banda con muchas proyecciones, sin embargo para estas maratónicas sesiones requerían un gran repertorio que la banda no tenía, por lo que debieron recurrir a las versiones de moda a fines de los 70 y al parecer esta medida no agradó del todo a Eduardo, por lo que recurrieron a un conocido de ellos que vivía en el sector de Gran Avenida (Luis Vergara) Lucho Blackmore le decían, principalmente por su capacidad de tocar los temas de Deep Purple a la perfección; la idea era potenciar a la banda, logrando una formación con 2 guitarras, pero esto en vez de solucionar los problemas con Eduardo, termina por emigrar a otras bandas ya consolidadas por entonces (Influjo o Púrpura). Sin embargo este trío (nuevamente), pasa a ser la formación más clásica de la banda, quedando solo Luis Vergara en la primera guitarra. La imagen rejuvenecida de la banda y sus enormes ganas de componer y figurar coincidió con las primeras producciones de Radio Nacional de Chile y su programa “Los superdiscos” conducido por Juan Miguel Sepulveda y la rotación de sus primeras grabaciones, logra un gran impacto en los auditores; especialmente temas como “Sueño Paranoico” o “Papas fritas” que son solicitados con mucha frecuencia en sus recitales y presentaciones.
El primer gran recital organizado por los “Superdiscos” el 13 de diciembre de 1980, presenta a poozitunga como una banda emergente frente a otros Cabezas de serie como Arena Movediza o Tumulto, sin embargo para el gran evento de 1981; 6 Horas de música y Amistad, el público pedía desde un comienzo a poozitunga y esa noche era su consagración definitiva; Marilú, “Ahí va el loco”, Dama tristeza eran coreados sin parar como grandes éxitos en tiempos donde las producciones discográficas eran inalcanzables y la popularidad de una banda se lograba copiando clandestinamente de casete a casete.
El sueño de tener una banda con 2 guitarristas volvió a sonar con fuerza y las giras al litoral central convocaron a  Kiuge Hayashida  acompañando también en las voces y una composición mucho más desarrollada encontró a poozitunga al inicio del mal llamado Nuevo Rock de los 80´s con Los Prisioneros y Cinema como uno de sus mayores referentes, sumiendo al rock de verdad a una marginalidad mayor que la que ostentaba en los 70; así la banda fue desapareciendo cuando cada integrante fue buscando otras alternativas y su guitarrista Luis Vergara optó por darle privilegio a sus estudios superiores en la Universidad de Chile, derivando en curiosas formaciones incluso con el nombre de Chicos malos con Héctor Pezoa (Sol y Medianoche) en la guitarra, incursionando con temas POP que no lograron incorporarse al personal de bandas desechables y taquilleras como Engrupo, Valija Diplomática o Viena.
Como una anécdota digna a destacar mencionó a Danilo Sánchez como cantante de Tumulto en 1994 cuando se realizó el primer Monster of Rock junto a Slayer, Black Sabbath y Kiss. También la nostalgia y el cariño a esos numerosos fanes que quedaron esperando la gloria definitiva que nunca llegó, pero que en su recuerdo quedaron grabados todos los himnos rocanroleros de poozitunga, hicieron que en el año 2002 grabaran con la tecnología y los sonidos actuales con una formación inédita que incluía al bajista Juan Llagostera  (banda)|Arrecife]], el guitarrista original Eduardo Olivares, Danilo Sánchez en voz y Alejandro Martín en batería; este trabajo por supuesto sólo es posible bajarlo por Emule o adquirirlo en el afamado persa Bio Bío